# Joanna Wołosz
Joanna Wołosz (geboren op 7 april 1990) is een Poolse volleybalster die momenteel voor Imoco Volley in Italië speelt. Tussen 2010 en 2024 maakte ze deel uit van het Poolse nationale volleybalteam.

## Clubs
- SMS PZPS Szczyrk/Gedania Gdańsk (2007–2009)
- Impel Wrocław (2009–2011)
- BKS Stal Bielsko-Biała (2011–2013)
- Unedo Yamamay Busto Arsizio (2013–2015)
- KPS Chemik Police (2015–2017)
- Imoco Volley (2017–)

## Prijzen

### Clubs
- 2015 Poolse Super Cup –  Winnaar met KPS Chemik Police
- 2015–16 Poolse competitie –  Kampioen met KPS Chemik Police
- 2015–16 Poolse beker –  Bekerwinnaar met KPS Chemik Police
- 2016–17 Poolse competitie –  Kampioen met KPS Chemik Police
- 2016–17 Poolse beker –  Bekerwinnaar met KPS Chemik Police
- 2017–18 Italiaanse competitie –  Kampioen met Imoco Volley Conegliano
- 2018 Supercoppa Italiana (Italiaanse supercup) –  Winnaar met Imoco Volley
- 2018–19 Italiaanse competitie –  Kampioen met Imoco Volley Conegliano
- 2018–19 Champions League –  Tweede plaats met Imoco Volley Conegliano
- 2019 Supercoppa Italiana (Italiaanse supercup) –  Winnaar met Imoco Volley
- 2019 Wereldkampioenschap clubs –  Kampioen met Imoco Volley
- 2019–20 Italiaanse beker (Coppa Italiana) –  Bekerwinnaar met Imoco Volley
- 2020 Supercoppa Italiana (Italiaanse supercup) –  Winnaar met Imoco Volley
- 2020–21 Italiaanse beker (Coppa Italia) –  Bekerwinnaar met Imoco Volley
- 2020–21 Italiaanse competitie –  Kampioen met Imoco Volley
- 2020–21 Champions League –  Kampioen met Imoco Volley
- 2021 Supercoppa Italiana (Italiaanse supercup) –  Winnaar met Imoco Volley
- 2021 Wereldkampioenschap clubs –  Tweede plaats Imoco Volley
- 2021–22 Italiaanse beker (Coppa Italia) –  Kampioen met Imoco Volley
- 2021–22 Italiaanse competitie –  Kampioen met Imoco Volley
- 2021–22 Champions League –  Tweede plaats met Imoco Volley Conegliano
- 2022 Supercoppa Italiana (Italiaanse supercup) –  Winnaar met Imoco Volley
- 2022 Wereldkampioenschap clubs –  Kampioen met Imoco Volley
- 2022–23 Italiaanse beker (Coppa Italia) –  Bekerwinnaar met Imoco Volley
- 2022–23 Italiaanse competitie –  Kampioen met Imoco Volley
- 2023 Supercoppa Italiana (Italiaanse supercup) –  Winnaar met Imoco Volley
- 2023–24 Italiaanse beker (Coppa Italia) –  Bekerwinnaar met Imoco Volley
- 2023–24 Italiaanse competitie –  Kampioen met Imoco Volley Conegliano
- 2023–24 Champions League–  Kampioen met Imoco Volley
- 2024 Supercoppa Italiana (Italiaanse supercup) –  Winnaar met Imoco Volley
- 2024 Wereldkampioenschap clubs –  Kampioen met Imoco Volley
- 2024–25 Italiaanse beker (Coppa Italia) –  Bekerwinnaar met Imoco Volley
- 2024–25 Italiaanse competitie –  Kampioen met Imoco Volley Conegliano
- 2024–25 Champions League –  Kampioen met Imoco Volley

### Individuele prijzen
- 2016–17 Poolse beker "Beste spelverdeler"
- 2017–18 Italiaanse competitie "Meest waardevolle speler (MVP)"
- 2017–18 CEV Champions League "Beste spelverdeler"
- 2019 FIVB Volleybal Dames Club Wereldkampioenschap  "Beste spelverdeler"
- 2019-20 Italiaanse beker (Coppa Italia) "Meest waardevolle speler (MVP)"
- 2020 Europese kwalificatie Olympische Zomerspelen  "Beste spelverdeler"
- 2021 FIVB Volleybal Dames Club Wereldkampioenschap  "Beste spelverdeler" [1]
- 2022 Italiaanse Supercup "Meest waardevolle speler (MVP)" [2]
- 2022 FIVB Volleybal Dames Club Wereldkampioenschap  "Beste spelverdeler" [3]
- 2023 Italiaanse Supercup "Meest waardevolle speler (MVP)" [4]
- 2023-24 Italiaanse beker (Coppa Italia) "Meest waardevolle speler (MVP)" [5]
- 2024 FIVB Volleybal Dames Club Wereldkampioenschap "Beste spelverdeler" [6]